# Gunnaur
Gunnaur là một thị xã và là một nagar panchayat của quận Budaun thuộc bang Uttar Pradesh, Ấn Độ.

## Địa lý
Gunnaur có vị trí 28°15′B 78°26′Đ / 28,25°B 78,43°Đ Nó có độ cao trung bình là 170 mét (557 feet).

## Nhân khẩu
Theo điều tra dân số năm 2001 của Ấn Độ, Gunnaur có dân số 19.105 người. Phái nam chiếm 52% tổng số dân và phái nữ chiếm 48%. Gunnaur có tỷ lệ 31% biết đọc biết viết, thấp hơn tỷ lệ trung bình toàn quốc là 59,5%: tỷ lệ cho phái nam là 38%, và tỷ lệ cho phái nữ là 24%. Tại Gunnaur, 19% dân số nhỏ hơn 6 tuổi.